# Georgie Purcell
Pour les articles homonymes, voir Purcell.
Georgie Purcell, née vers 1993, est une syndicaliste, avocate, femme politique et activiste animaliste australienne.

## Biographie

### Jeunesse et débuts
Végétarienne à partir de l'âge de 4 ans après avoir vu un camion chargé de porcs partant pour l'abattoir, elle se remet à manger de la viande à 15 ans en raison des pressions de ses camarades de classe. À 18 ans, en 2011, après avoir vu le film Earthlings, elle devient végane,. 
Elle suit une double licence en droit et en communication à l'université Deakin et travaille comme strip-teaseuse, danseuse de pole dance et comme serveuse les seins nus pour financer ses études. Lorsque des photos d'elle au travail sont publiées sans son accord sur Facebook en 2012, elle est reconnue à Inverleigh (en), la petite communauté rurale dont elle est originaire dans le Victoria. Souffrant de stress post-traumatique, elle doit terminer ses études en formation à distance, ne venant à l'université que pour les examens, et obtient son double diplôme,,. Dans le même temps, à partir de 2011, elle participe à des mouvements et à des campagnes de protection des animaux. Elle rencontre son futur époux en 2012 lors d'une manifestation contre l'exportation d'animaux vivants ; ils se marient en 2019.
Après ses études, elle travaille comme responsable de communications en ligne pour le syndicat United Voice (en), qui représente des travailleurs du secteur tertiaire. À cette fonction, en 2016, elle obtient que le Premier ministre du Victoria, Daniel Andrews, accepte de rencontrer un agent d'entretien qui nettoie les locaux du Parlement du Victoria depuis quarante ans en enchaînant les contrats à durée déterminée et sans pouvoir faire valoir ses droits à la retraite.
Lorsque l'ouvrier du bâtiment Andy Meddick est le premier membre du parti Justice pour les animaux à être élu au Conseil législatif du Victoria, aux élections de 2018, Georgie Purcell devient sa cheffe de cabinet,. Elle adopte progressivement de nombreux animaux abandonnés, ou sauvés à la suite de maltraitance, et son époux et elle vivent dans la région rurale de Macedon Ranges (en) avec (en 2022) dix-sept moutons, quatre chiens, quatre chats, trois chevaux et un âne,. Oscar's Law, une organisation de défense des animaux dont elle est membre et dont elle devient par la suite la présidente, obtient en 2017 du Parlement du Victoria l'interdiction des « fermes à chiots (en) » et de la vente de chiots en magasin.

### Députée
Aux élections législatives de 2022 dans l'État de Victoria, elle est élue à son tour au Conseil législatif, représentant la région du nord du Victoria,. Andy Merrick ayant obtenu du gouvernement victorien une promesse de créer un service public vétérinaire, « Veticare », dont la création d'hôpitaux pour animaux sauvages, mais ayant perdu son siège aux élections de 2022, Georgie Purcell fait de la mise en oeuvre de cette promesse l'une de ses priorités pour la législature 2022-2026. Après son élection, elle reçoit de nombreux messages d'insultes sexistes faisant référence à son passé et à ses tatouages. Elle en fait imprimer certains sur une blouse et poste une photo d'elle-même la portant pour la Journée internationale des femmes en mars 2023. 
En février 2023, elle est élue présidente de la commission parlementaire à l'économie et aux infrastructures du Conseil législatif. En mai 2023, après la diffusion par la Australian Broadcasting Corporation de vidéos filmées par des activistes animalistes et montrant des porcs en souffrance en raison des méthodes employées par un abattoir du Victoria, elle obtient la mise en place d'une commission parlementaire d'examen du bien-être animal dans l'élevage porcin, commission qu'elle préside. En mars 2023, elle introduit une motion demandant que les lévriers élevés pour les courses soient équipés d'une puce et recensés pour combattre les exportations illégales et les mises à mort illégales fréquemment commises par les éleveurs. Avec le soutien du gouvernement du Victoria, sa motion est adoptée à l'unanimité. Dans le même temps en 2023, lorsqu'elle mène campagne pour l'interdiction de la chasse aux canards dans le Victoria, elle reçoit de nombreuses menaces de mort et menaces de viols de la part de chasseurs pendant plusieurs mois.
En janvier 2024, en couvrant les critiques de Georgie Purcell contre le gouvernement du Victoria qui a rejeté une interdiction de la chasse aux canards, le service d'information télévisée Nine News (en) de la chaîne Nine Network diffuse d'elle une image modifiée via Photoshop, agrandissant ses seins et dénudant partiellement son ventre. La Première ministre du Victoria condamne cette manipulation d'image, et Nine News présente ses excuses à la députée.